# Vulkanfiber
Vulkanfiber, auch Lederstein oder Cottonid genannt, ist ein seit 1855 bekannter Werkstoff auf der Basis von Zellstoff. Es wurde 1859 erstmals von Thomas Taylor durch Tränken von Fasern mit Zinkchlorid industriell hergestellt.

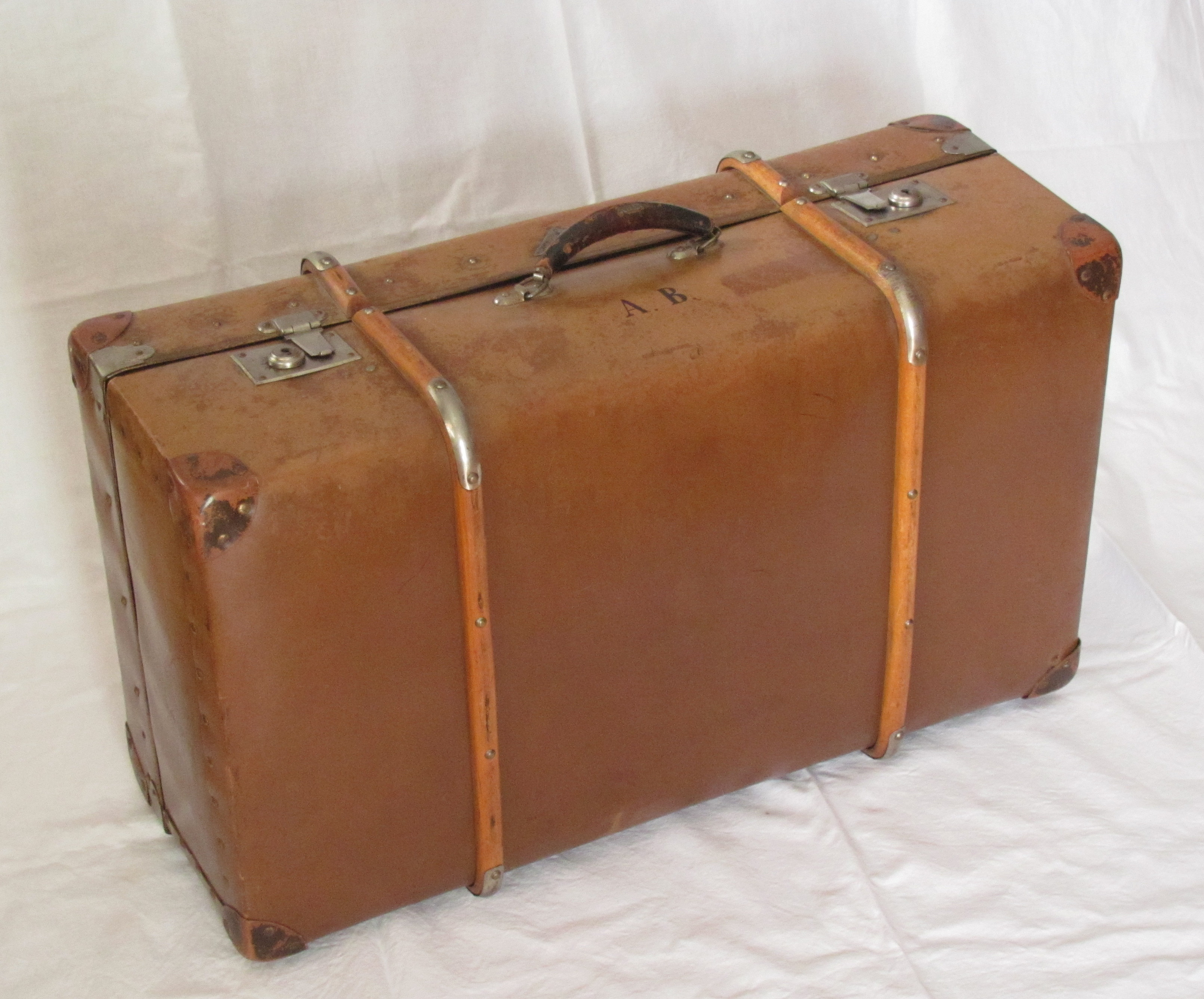
Reisekoffer aus Vulkanfiber

Der Name entstand in Anlehnung an die Vulkanisation von Naturkautschuk zu Hartgummi, die der Produktion von Vulkanfiber oberflächlich betrachtet ähnelt. Im Unterschied dazu wird für die Vulkanfiber nicht Kautschuk, sondern Zellulose (früher auch Jutefasern) als Rohmaterial verwendet. Vulkanfiber gehört zusammen mit Ebonit, Celluloid und dem Casein-Kunststoff Galalith zu den ältesten Kunststoffen. Bakelit wurde erst 1909 erfunden.
Mit der seit Mitte der 1950er Jahre aufkommenden massenhaften Verbreitung von aus Mineralöl produzierten Kunststoffen ist die hauptsächlich aus Baumwolle produzierte Vulkanfiber aus den meisten ihrer früheren Anwendungsbereiche verdrängt worden.
Für die Produktion von Vulkanfiber werden nur Baumwollfasern verwendet, welche als Nebenprodukte, Abfall bzw. Ausschuss anderer Produktionsprozesse (Kleidung, Baumwollkern-Speiseöl) anfallen. Die Vulkanfiber eignet sich somit als Material für die nachhaltige Kreislaufwirtschaft.
Vulkanfiber ist ein harter, zäher, nicht splitternder, hornartiger Werkstoff, der durch Biegen, Tiefziehen, Prägen/Gaufrieren, Stanzen, Schneiden, Bohren, Fräsen, Schleifen, Hobeln und Kleben bearbeitet werden kann. Die Werkstoffdichte liegt bei 1,25 bis 1,50 g/cm³, die Wasseraufnahme ist maximal 50 % und der innere elektrische Widerstand beträgt ca. 200 Megaohm. Die maximale Verarbeitungstemperatur sollte 180 °C nicht überschreiten, der Werkstoff ist bis 110 °C dauerhaft temperaturbeständig, unter Öl bis 130 °C. Die Werkstoffoberfläche ist je nach Herstellungs- und Weiterverarbeitungsprozess glatt oder strukturiert und gegen Öle, Fette, organische Lösemittel und verdünnte Säuren und Laugen unempfindlich. In der Flamme brennt Vulkanfiber langsam und schwer mit gelber Flamme und einem Geruch nach angebranntem Papier.

## Herstellung
Vulkanfiber wird aus Vulkanfiber-Basispapieren hergestellt.
Für diese Vulkanfiber-Basispapiere wird hauptsächlich technischer Baumwollzellstoff verwendet, wobei für einfachere Qualitäten auch Beimischungen geringerer Anteile von Holzzellstoff möglich sind. Das Fasermaterial für den Baumwollzellstoff basiert auf Hadern (Baumwoll-Lumpen) oder Linters (die kurzen Fasern am Samenkern der Baumwolle). Die Hadern können dabei als pre- (Abfälle vom Zuschnitt bei der Kleidungsfertigung) oder post consumer waste (Altkleidersammlung) vorliegen.
Abfolge der Herstellungsprozesse:
1. Produktion der Baumwolle
2. Verarbeitung der Baumwolle (Textilien, Baumwollkern-Speiseöl Produktion), wobei Hadern oder Linters als Rohstoff für den Baumwollzellstoff anfällt.
3. Verarbeitung von Hadern oder Linters zu technischem Baumwollzellstoff („cotton rag pulp“/CRP bzw. cotton rag based dissolving pulp) in der Zellstofffabrik.
4. Verarbeitung des Baumwollzellstoffs zu Vulkanfiber-Basispapieren in der Papierfabrik.
5. Verarbeitung der Vulkanfiber-Basispapiere zu Vulkanfiber in der Vulkanfiberfabrik.
6. Verarbeitung der Vulkanfiber zu Verbrauchsgütern (Schleifscheiben, Dichtungsringe etc.) oder Verbrauchsgüterbestandteilen (z. B. in der Möbelindustrie) beim Hersteller von Verbrauchsgütern.

Bei der Herstellung von Vulkanfiber werden aus einer Abrollung heraus mehrere (6–10), in ihrer Qualität verschiedenartige Lagen von Vulkanfiber-Basispapieren über Leitwalzen zusammengeführt und gemeinsam durch ein Pergamentierbad gezogen, wobei die Oberfläche der einzelnen Faser angelöst wird; an deren Oberfläche bildet sich so genannte Hydratzellulose. In diesem Zustand wird die Papiermasse abgegautscht (Abpressen der Flüssigkeit) und dabei die einzelnen Fasern untereinander sowie einzelne Papierbahnen miteinander verbunden. Ohne Zugabe weiterer Bindemittel entsteht eine nahezu homogene Masse aus Hydratzellulose. Die Faserqualität und die Einstellung der Pergamentierung bestimmen die Qualität der Vulkanfiber.
Mit entsprechender Erfahrung kann man die Variationsmöglichkeiten dazu nutzen, Vulkanfiber unterschiedlichster Qualität herzustellen und damit deren Eigenschaften optimal auf bestimmte Anwendungsgebiete einzustellen.
Heutzutage werden in der Praxis zwei verschiedene Verfahren angewendet. Das eine ist das Zinkchlorid-Verfahren. Die Herstellung geschieht durch Tränken mit nahezu konzentrierter 75 °C heißer Zinkchloridlösung, welche jedoch zu Rückständen von Zinkchlorid im Material führen kann.
Industriell genau so bedeutend ist das Schwefelsäure-Verfahren. Der Ablauf des diffizileren Produktionsprozesses ist hierbei ähnlich, jedoch wird anstelle des Zinkchlorides Schwefelsäure als Pergamentiermittel genutzt, die aber vollständig aus dem Material ausgetragen wird und somit keinerlei nachweisbare Spuren hinterlässt. Die Folgen sind daher eine besondere Umweltfreundlichkeit in Verbindung mit gesteigerten mechanischen Eigenschaften.
Das Pergamentiermittel wirkt in beiden Verfahren als Katalysator und wird zurückgewonnen.

## Eigenschaften
Vulkanfiber zeichnet sich durch folgende Eigenschaften aus:
- hohe mechanische Festigkeit
- relativ geringes Gewicht
- gute elektrische Isolation
- funkenlöschend
- schwerbrennend
- antistatisch
- unempfindlich gegen Öle, Fette, verdünnte Säuren und Laugen
- hohe Stabilität
- gute Elastizität
- gute Gleiteigenschaften (z. B. Gleitschienen für Schubladen)
- angenehme, warme Haptik

## Anwendung
Früher wurde Vulkanfiber anstelle von Leder und Gummi zur Herstellung von Koffern (glatt, hart, rotbraun, relativ wasserfest), Riemen, Zahnrädern, Bremsbelägen, Knöpfen, Mützenschirmen, Geschirrgriffen und Bandagen für Wagenrollen verwendet.
Moderne Anwendungsbeispiele sind unter anderem:
- Trägermaterial für Schleifmittel auf Unterlagen (z. B. Schleifscheiben)
- Stanzteile für mechanische Anwendungen
- Tiefgezogene Formteile (z. B. Kofferschalen, Schweißermasken)
- Elektroisolationsmaterial
- Stanzteile für Dichtungen
- Trennfolie für die Herstellung von Polyesterlaminaten
- Träger für Endloslaminate
- Träger für Kunststoffdekore auf Melaminharzbasis
- Stützschicht für Echtholzfurniere und tiefgezogene Oberflächen
- Messergriffe für Sport- und Sammlermesser
- osmotische Membranen
- Walzenbelag in Spinnereien
- Ober- und Unterseite von Spulenkörpern bei Tonabnehmern für E-Gitarre und E-Bass